# Helvetia-Cup
Der Helvetia-Cup war ein europäisches Mannschaftsturnier für gemischte Teams im Badminton. Er wurde 2007 zum letzten Mal ausgetragen.

## Geschichte
Um den Kontakt unter den jüngeren europäischen Badminton-Nationen zu verstärken, wurde
auf Vorschlag des Schweizerischen Badmintonverbandes 1961 eine inoffizielle Team-Europameisterschaft, die zuerst
Cup of Nations und anschließend Helvetia-Cup genannt wurde, für die Schweiz, Österreich, Belgien, Deutschland und die Niederlande ins Leben gerufen. Den traditionellen und zu dieser Zeit führenden europäischen Badmintonnationen Dänemark, Schweden, England und Schottland blieb die Teilnahme verwehrt. Bis 1971 wurde der Wettbewerb jährlich ausgetragen, mit der Einführung der Badminton-Team-Europameisterschaft dann alternierend mit dieser. Mitte der 1980er Jahre wurde dem Cup die zusätzliche Bezeichnung European B-Team Championships verliehen. Von dieser Zeit an galt das Turnier als Qualifikationswettkampf für die darauffolgende Team-EM.

## Sieger und Platzierte
| 1962 | Zürich, Schweiz            | Deutschland | Niederlande | Österreich  | Belgien     |
| 1963 | München, Deutschland       | Deutschland | Österreich  | Belgien     | Niederlande |
| 1964 | Haarlem, Niederlande       | Deutschland | Belgien     | Niederlande | Österreich  |
| 1965 | Graz, Österreich           | Deutschland | Niederlande | Österreich  | Belgien     |
| 1966 | Brüssel, Belgien           | Deutschland | Niederlande | Österreich  | Belgien     |
| 1967 | Lausanne, Schweiz          | Deutschland | Niederlande | Österreich  | Belgien     |
| 1968 | Oslo, Norwegen             | Deutschland | Norwegen    | Niederlande | Österreich  |
| 1969 | Prag, ČSSR                 | Deutschland | Niederlande | Österreich  | ČSSR        |
| 1970 | Neuss, Deutschland         | Deutschland | Niederlande | Wales       | Norwegen    |
| 1971 | Heerlen, Niederlande       | Deutschland | Niederlande | Belgien     | Österreich  |
| 1973 | Graz, Österreich           | ČSSR        | Norwegen    | Österreich  | Jugoslawien |
| 1975 | Antwerpen, Belgien         | Norwegen    | Jugoslawien | Österreich  | Irland      |
| 1977 | Leningrad, UdSSR           | UdSSR       | Irland      | DDR         | ČSSR        |
| 1979 | Klagenfurt, Österreich     | UdSSR       | Irland      | Norwegen    | Wales       |
| 1981 | Sandefjord, Norwegen       | Irland      | Norwegen    | Wales       | Polen       |
| 1983 | Basel, Schweiz             | Deutschland | Wales       | Irland      | Österreich  |
| 1985 | Warschau, Polen            | Niederlande | Wales       | Polen       | Belgien     |
| 1987 | Belfast, Nordirland        | Deutschland | Wales       | Irland      | Österreich  |
| 1989 | Budapest, Ungarn           | Polen       | Finnland    | Irland      | Wales       |
| 1991 | Warna, Bulgarien           | Polen       | Irland      | Österreich  | Wales       |
| 1993 | Pressbaum, Österreich      | Österreich  | Polen       | Irland      | Ukraine     |
| 1995 | Nikosia, Zypern            | Ukraine     | Bulgarien   | Irland      | Schweiz     |
| 1997 | Strasbourg, Frankreich     | Frankreich  | Portugal    | Schweiz     | Spanien     |
| 1999 | Lisburn, Nordirland        | Island      | Polen       | Portugal    | Spanien     |
| 2001 | Most, Tschechien           | Spanien     | Portugal    | Tschechien  | Slowenien   |
| 2003 | Caldas da Rainha, Portugal | Frankreich  | Slowenien   | Tschechien  | Portugal    |
| 2005 | Agros, Zypern              | Tschechien  | Spanien     | Portugal    | Belgien     |
| 2007 | Reykjavík, Island          | Island      | Irland      | Estland     | Schweiz     |